# III. třída okresu Trutnov 2003/2004
V utkáních III. třídy okresu Trutnov 2003/2004, jedné ze skupin 9. nejvyšší fotbalové soutěže v Česku, se utkalo 14 týmů dvoukolovým systémem podzim – jaro. Tento ročník začal v srpnu 2003 a skončil v červnu 2004. Postup do II. třídy okresu Trutnov 2004/2005 si zajistily první dva  týmy TJ Jiskra Horní Maršov a TJ Sokol Bílá Třemešná. Sestoupily poslední 2 týmy TJ Sokol Starý Rokytník a FC Libotov.

## Konečná tabulka III. třídy okresu Trutnov 2003/2004
| Poř. | Tým                            | Z  | V  | R | P  | VG | OG | B  |
| ---- | ------------------------------ | -- | -- | - | -- | -- | -- | -- |
| 1.   | TJ Jiskra Horní Maršov         | 26 | 18 | 1 | 7  | 80 | 44 | 55 |
| 2.   | TJ Sokol Bílá Třemešná         | 26 | 16 | 3 | 7  | 58 | 30 | 51 |
| 3.   | FC Vrchlabí „B“                | 26 | 15 | 3 | 8  | 56 | 47 | 48 |
| 4.   | SK Janské Lázně                | 26 | 13 | 4 | 9  | 57 | 51 | 43 |
| 5.   | TJ Jiskra Bohuslavice nad Úpou | 26 | 12 | 5 | 9  | 60 | 49 | 41 |
| 6.   | TJ Baník Rtyně v Podkrkonoší   | 26 | 11 | 6 | 9  | 64 | 49 | 39 |
| 7.   | TJ Baník Žacléř „B“            | 26 | 11 | 5 | 10 | 68 | 68 | 38 |
| 8.   | Sokol Vítězná                  | 26 | 10 | 4 | 12 | 62 | 58 | 34 |
| 9.   | FK Volanov „B“                 | 26 | 9  | 5 | 12 | 49 | 67 | 32 |
| 10.  | FC Mladé Buky „B“              | 26 | 9  | 4 | 13 | 58 | 69 | 31 |
| 11.  | TJ Sokol Dolní Branná          | 26 | 8  | 7 | 11 | 44 | 55 | 31 |
| 12.  | TJ Jiskra Borovnice            | 26 | 9  | 3 | 14 | 50 | 72 | 30 |
| 13.  | TJ Sokol Starý Rokytník        | 26 | 8  | 4 | 14 | 36 | 59 | 28 |
| 14.  | FC Libotov                     | 26 | 5  | 2 | 19 | 32 | 56 | 17 |

Poznámky:
- Z = Odehrané zápasy; V = Vítězství; R = Remízy; P = Prohry; VG = Vstřelené góly; OG = Obdržené góly; B = Body; (S) = Mužstvo sestoupivší z vyšší soutěže; (N) = Mužstvo postoupivší z nižší soutěže (nováček)

|  | Postup do II. třídy okresu Trutnov 2004/2005 |
|  | Sestup do IV. třídy okresu Trutnov 2004/2005 |